# Dartford
Dartford è un comune inglese della contea del Kent. Nel Medioevo fu una città di commerci. Una Blue plaque alla 
Dartford station ricorda che lì s'incontrarono Mick Jagger e Keith Richards, nativi della città, formando così i Rolling Stones.

## Geografia fisica

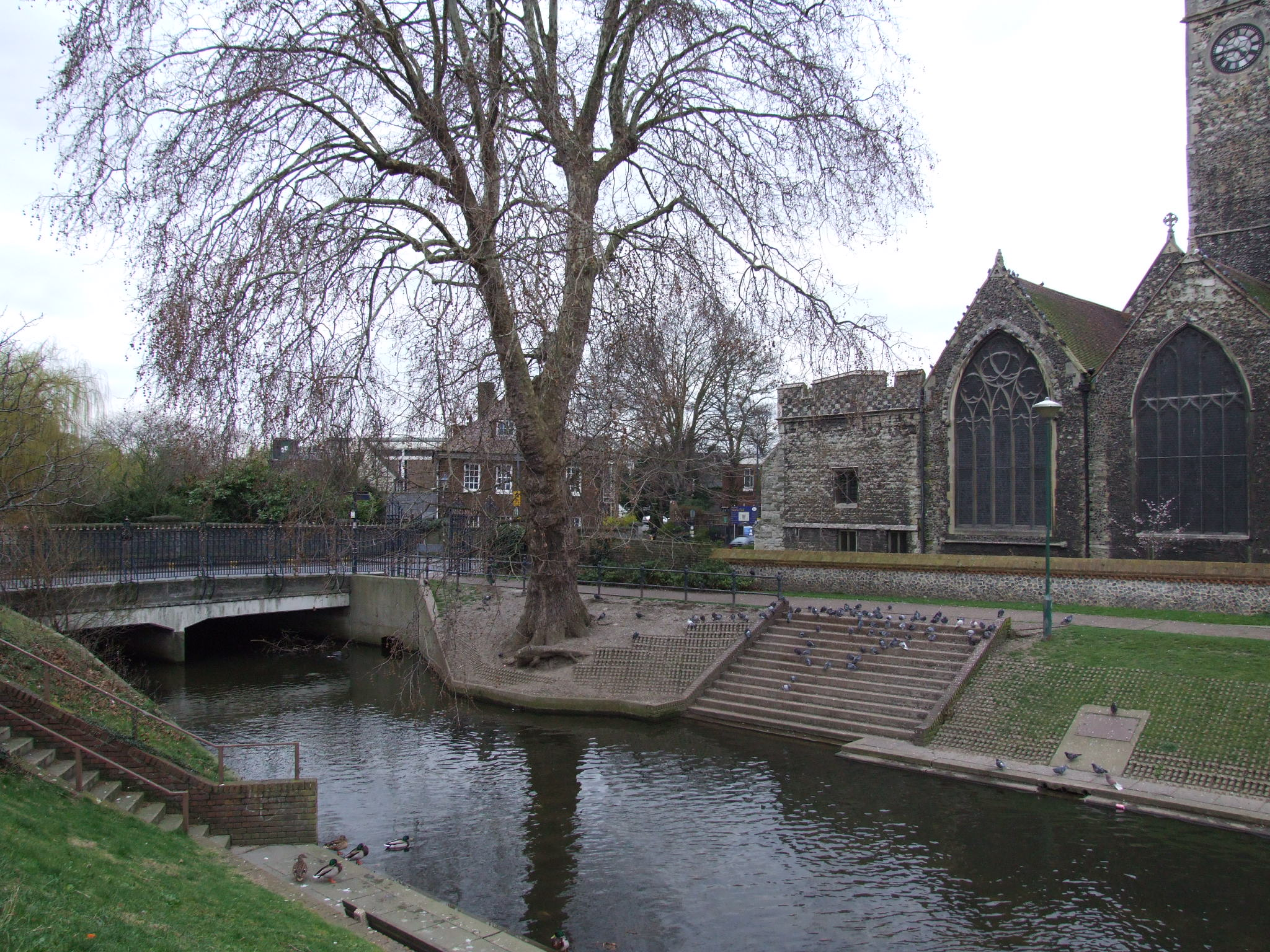
Il fiume Darent

Dartford è ad Est di Londra, da cui dista 16 miglia (25 km), in prossimità della M25 (autostrada tangenziale circolare che circonda l'intera capitale). 
Il centro storico si trova adagiato su una vallata ai bordi del fiume Darent, poco prima della sua confluenza con il fiume Cray, ed è vicino al percorso dell'antica strada da Londra a Dover nonché poco distante dal London Basin.

## Storia

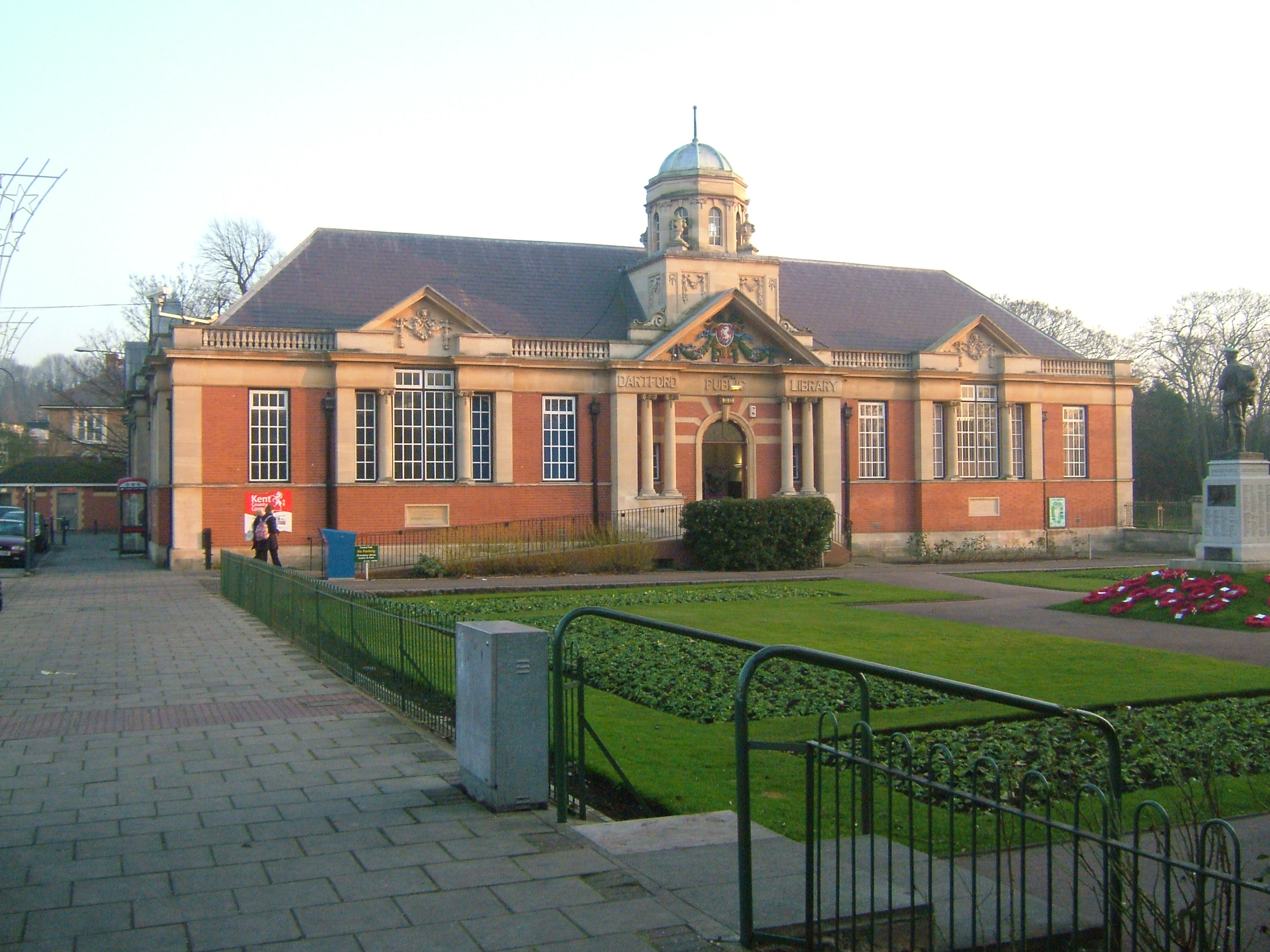
Biblioteca pubblica di Dartford

Nella preistoria, alcuni ritrovamenti (come il cosiddetto "uomo di Swanscombe") fanno risalire l'insediamento umano a circa 250.000 anni.
In età Romana, Dartford ebbe sviluppo per la sua importanza logistica come punto di guado del Darent e come incrocio fra due strade importanti: la Londra-Dover e la strada che da Londra portava all'East Anglia (e quindi al Continente).

## Amministrazione

### Gemellaggi
- Tallinn
- Hanau
- Capelle aan den IJssel
- Fano